# Aze (Dadou)
Der Aze ist ein kleiner Fluss im Süden Frankreichs, der im Département Tarn der Region Okzitanien, etwas südöstlich der Stadt Albi verläuft.

## Geographie

### Verlauf
Der Aze entspringt unter dem Namen Ruisseau de Lazé im Regionalen Naturpark Haut-Languedoc, im südlichen Gemeindegebiet von Saint-Pierre-de-Trivisy. Er entwässert in einem Bogen über Süd generell Richtung Westnordwest und mündet nach rund 15 Kilometern an der Gemeindegrenze von Arifat und Terre-de-Bancalié als linker Nebenfluss in den Dadou.

### Orte am Fluss
(Reihenfolge in Fließrichtung)
- Bousquet, Gemeinde Saint-Pierre-de-Trivisy
- Gatumel, Gemeinde Vabre
- Lafargue, Gemeinde Montredon-Labessonnié
- Le Bessou, Gemeinde Montredon-Labessonnié
- La Mouline, Gemeinde Montredon-Labessonnié
- Tourguil, Gemeinde Arifat
- Rieu de l’Aze, Gemeinde Terre-de-Bancalié